# Sinogomphus nigrofasciatus
Sinogomphus nigrofasciatus är en trollsländeart som beskrevs av May 1935. Sinogomphus nigrofasciatus ingår i släktet Sinogomphus och familjen flodtrollsländor. Inga underarter finns listade i Catalogue of Life.